# Химавари-9
Химавари-9 (яп. ひまわり9号, рус. Подсолнух-9) — девятый японский метеорологический спутник серии «Химавари». Работает под управлением Японского Метеорологического агентства. Космический корабль был построен компанией «Мицубиси Электрик», это второй из двух аналогичных спутников на платформе DS-2000, первый спутник «Химавари-8» был запущен в октябре 2014 года.
Стартовая масса спутника с топливом составляет около 3 500 кг, сухая масса около 1 350 кг.
Высота орбиты (геостационарная) 35 800 км.
Питание обеспечивается одной арсенид галлиевой солнечной батареей, которая вырабатывает до 2,6 киловатт.
Основной инструмент на борту «Химавари-9» — это 16 канальный многоспектральный тепловизор, работающий в видимом спектре и способный делать снимки в инфракрасном спектре.
Спутник предназначен для покрытия области Азиатско-Тихоокеанского региона. Имеет расчётный срок службы 15 лет с 8-летним сроком эксплуатации.
Первоначально запуск был запланирован на 1 ноября 2016 года, однако из-за неблагоприятного прогноза погоды перенесён на следующий день. Запуск был успешно произведён 2 ноября 2016, 06:20 UTC с помощью ракеты-носителя Н-ІІА со Стартового комплекса Ёсинобу, с площадки 1 космодрома Танегасима. По достижении геостационарной орбиты он будет размещен на 140 градусе восточной долготы и заменит «Химавари-8» при завершении его работы в 2022 году или раньше.
В ноябре 2024 года Метеорологическое агентство сообщило о частичном выходе из строя спутника «Химавари-9», который перестал передавать изображения, связанные с фиксацией инфракрасного излучения от поверхности Земли. В то же время устройства спутника, связанные с передачей предупреждений о движении тайфунов, шквальных ветрах, сильных ливнях, волнении на море, продолжали работать в штатном режиме.